# Kevin Porter Jr.
Bryan Kevin Porter Jr. (Seattle, Washington; 4 de mayo de 2000) es un jugador de baloncesto estadounidense que pertenece a la plantilla de los Milwaukee Bucks de la NBA. Con 1,93 metros de estatura, ocupa la posición de escolta.

## Trayectoria deportiva

### High School
Asistió en su etapa de instituto al Rainier Beach High School de Seattle, donde en su última temporada promedió 27 puntos, 14 rebotes y 5 asistencias.

### Universidad
Jugó una temporada con los Trojans de la Universidad del Sur de California, en la que promedió 9,5 puntos, 4,0 rebotes y 1,4 asistencias por partido. En enero de 2019 fue suspendido indefinidamente por la universidad por "problemas de conducta personal". Independientemente de este hecho, Porter declaró que terminaría la temporada con el equipo, y acabó disputando los tres últimos partidos.

#### Estadísticas
| Año     | Equipo | PJ | PT | MPP  | %TC  | %3P  | %TL  | RPP | APP | ROB | TPP | PPP |
| ------- | ------ | -- | -- | ---- | ---- | ---- | ---- | --- | --- | --- | --- | --- |
| 2018–19 | USC    | 21 | 4  | 22.1 | .471 | .412 | .522 | 4.0 | 1.4 | .8  | .5  | 9.5 |

### Profesional

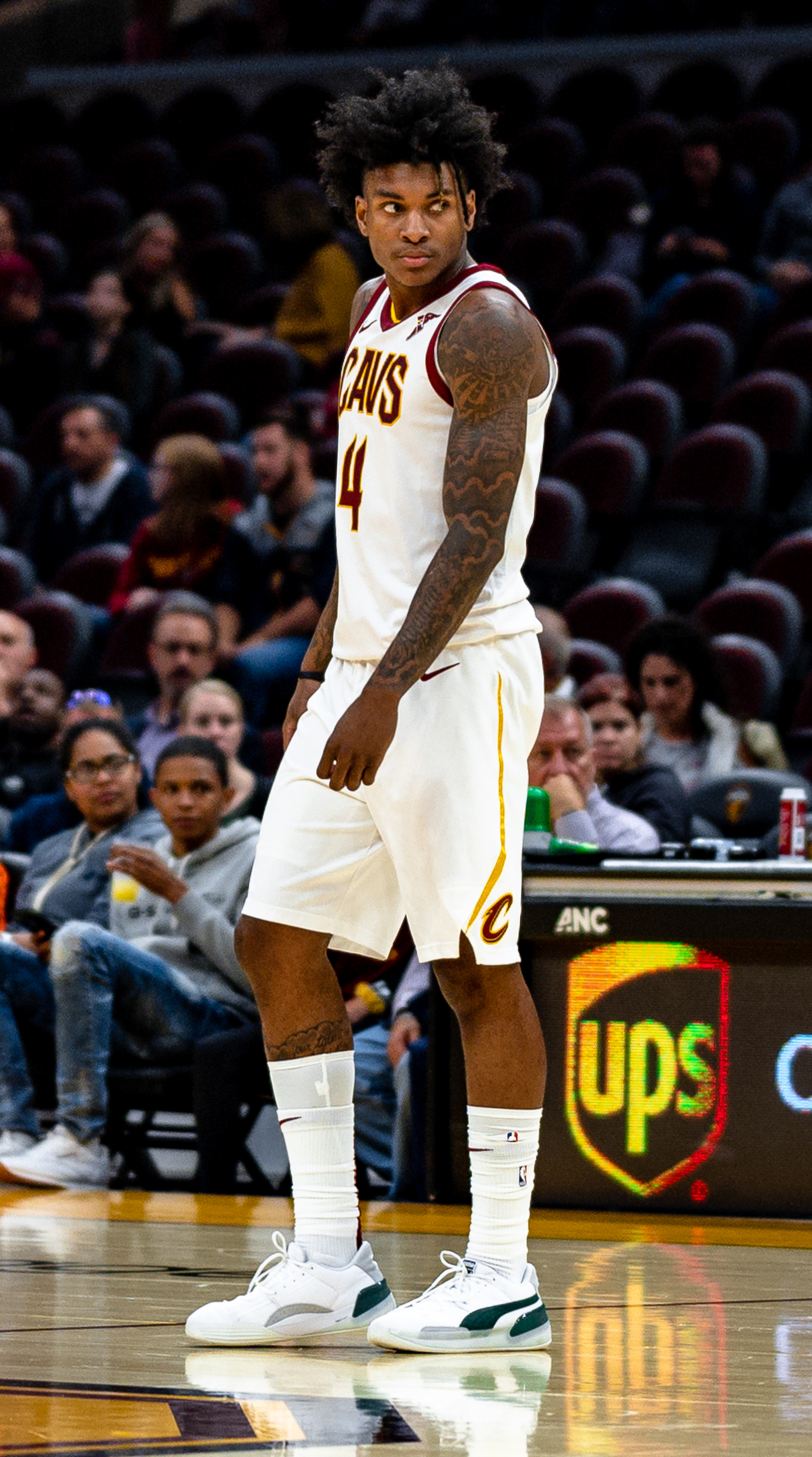
Kevin Porter con los Cavs en 2019.

Fue elegido en la trigésima posición del Draft de la NBA de 2019 por Milwaukee Bucks, pero esa elección acabó siendo traspasada a Detroit Pistons, quienes hicieron lo propio enviándolo a Cleveland Cavaliers.
En su segunda temporada en Cleveland, se produjo un incidente en el vestuario, que hizo que se precipitara su salida del equipo. Por lo que, el 21 de enero de 2021, fue traspasado a Houston Rockets. El 29 de abril, ante Milwaukee Bucks, anota 50 puntos, convirtiéndose en el cuarto jugador más joven en alcanzar esa cifra, y el más joven de la historia en hacerlo junto con 10 asistencias (20 años y 360 días).
Ya en su tercer año, el 29 de noviembre, ante Oklahoma City Thunder, consigue su primer triple doble con 11 puntos, 10 rebotes y 11 asistencias. El 1 de enero de 2022, ante Denver Nuggets, protagoniza una acalorada discusión con el técnico asistente John Lucas, por lo que abandona el estadio durante el descanso del encuentro. Por este incidente, la franquicia le penalizó con un encuentro de suspensión. Tras volver de la suspensión, el 5 de enero, anotó el triple para vencer a Washington Wizards en el último segundo. El 10 de febrero ante Toronto Raptors, anota 30 puntos.
En octubre de 2022 acuerda una extensión de contrato con los Rockets por cuatro años y $82 millones.
Tras su detención por violencia doméstica en septiembre de 2023, los Rockets no querían que formara parte de su organización y valoraron traspasarle. Este sería su segundo traspaso desde que llegó a la NBA, y ninguno de ellos por motivos baloncestísticos. Ya que el 17 de octubre fue finalmente enviado a Oklahoma City Thunder, a cambio de Victor Oladipo y Jeremiah Robinson-Earl. Una vez finalizado el traspaso, los Thunder lo cortaron del equipo.
El 1 de abril de 2024, firmó con el PAOK Salónica BC de la A1 Ethniki griega para el resto de la temporada.
El 1 de julio de 2024, regresa a la NBA, firmando por dos temporadas con Los Angeles Clippers.
El 6 de febrero de 2025 es traspasado a los Milwaukee Bucks a cambio de MarJon Beauchamp.

## Estadísticas de su carrera en la NBA

### Temporada regular
| Año     | Equipo        | PJ  | PT  | MPP  | %TC  | %3P  | %TL  | RPP | APP | ROB | TPP | PPP  |
| ------- | ------------- | --- | --- | ---- | ---- | ---- | ---- | --- | --- | --- | --- | ---- |
| 2019-20 | Cleveland     | 50  | 3   | 23.2 | .442 | .335 | .723 | 3.2 | 2.2 | .9  | .3  | 10.0 |
| 2020-21 | Houston       | 26  | 23  | 32.1 | .400 | .368 | .734 | 3.8 | 6.3 | .7  | .3  | 16.6 |
| 2021-22 | Houston       | 61  | 61  | 31.3 | .415 | .375 | .642 | 4.4 | 6.2 | 1.1 | .4  | 15.6 |
| 2022-23 | Houston       | 59  | 59  | 34.3 | .442 | .366 | .784 | 5.3 | 5.7 | 1.4 | .3  | 19.2 |
| 2024-25 | L.A. Clippers | 45  | 2   | 19.6 | .423 | .245 | .645 | 3.6 | 3.2 | 1.0 | .2  | 9.3  |
| 2024-25 | Milwaukee     | 30  | 2   | 19.9 | .494 | .408 | .871 | 3.9 | 3.7 | 1.3 | .1  | 11.7 |
| Total   | Total         | 271 | 150 | 27.3 | .435 | .351 | .734 | 4.1 | 4.6 | 1.1 | .3  | 13.9 |

## Vida personal
El 15 de noviembre de 2020, la policía del condado de Mahoning acusó a Porter Jr., tras un accidente automovilístico, de haber manipulado un arma de fuego dentro en un vehículo. Pero en diciembre de 2020, el Gran Jurado del condado de Mahoning rechazó acusar a Porter del delito de armas y también se retiraron los cargos por conducir sin licencia.

### Acusación por violencia doméstica
El 11 de septiembre de 2023 fue arrestado por presunta agresión a su pareja, la exjugadora de la WNBA, Kyse Gondrezick. El incidente ocurrió en el hotel Millenium Hilton de Manhattan y, de acuerdo con los fiscales, él no paró de agredirla hasta que salió al pasillo cubierta de sangre. Al día siguiente la fiscalía del distrito de Manhattan le acusó por agresión y estrangulamiento.
Según las autoridades, el ataque dejó a Kyse con una vértebra del cuello fracturada y un corte sobre el ojo derecho.
Ambos cargos son delitos graves y el jugador se ha declarado inocente. El 12 de septiembre fue puesto en libertad tras pagar una fianza de $75.000 y se le ha ordenado que se mantenga alejado de ella.